# Belena de Portalapea

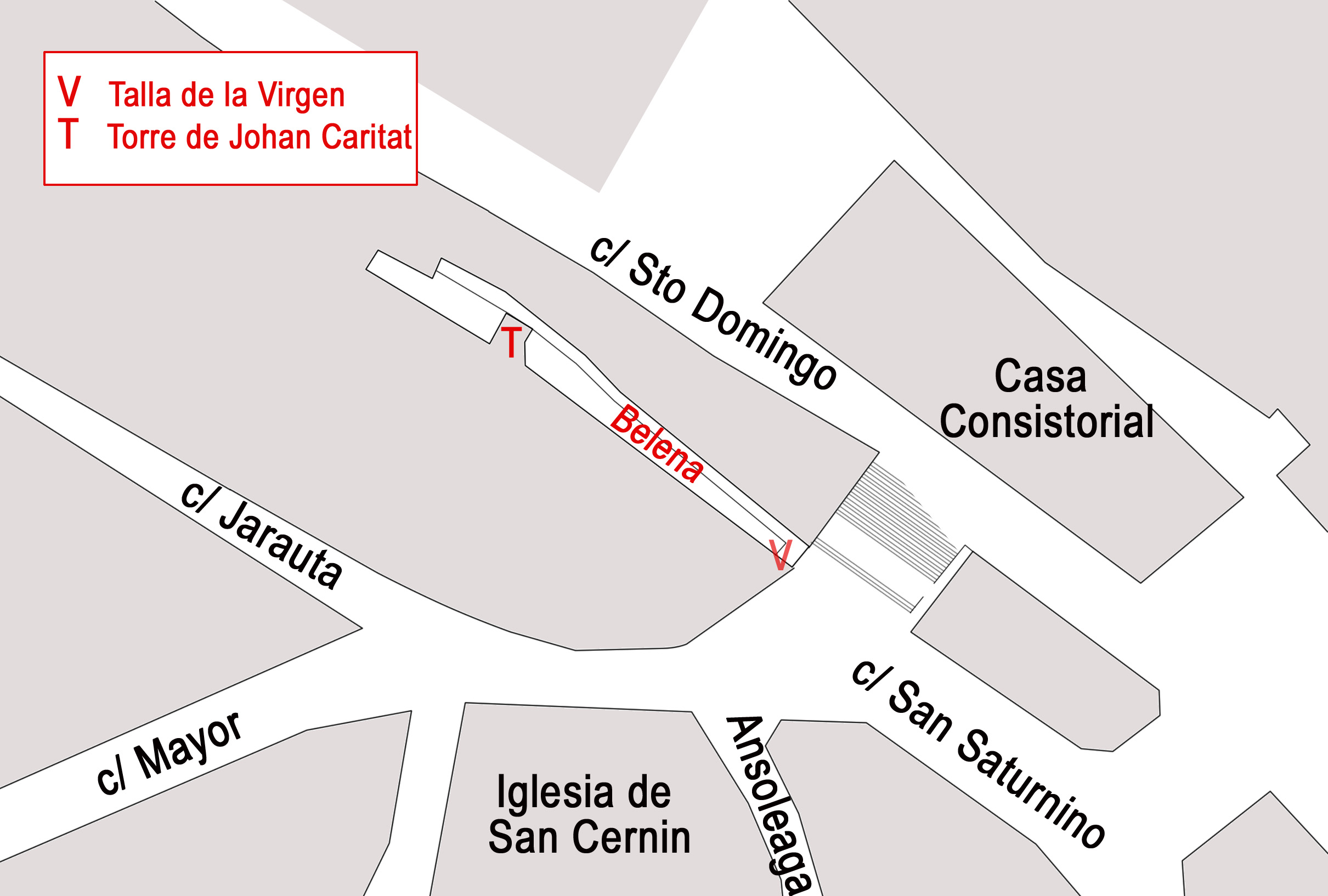
La Belena de Portalapea en el Burgo de San Cernin

La Belena de Portalepea, situada en el Casco Histórico de Pamplona, es un callejón sin salida, situado junto el portal principal de las antiguas murallas del Burgo de San Cernin. Su origen está relacionado con el Privilegio de la Unión, que en 1423 unificó en la ciudad de Pamplona los tres primitivos núcleos urbanos; a partir de ese momento la ciudad se extendió en la tierra de nadie (la que quedaba entre La Navarreria al este, y el Burgo de San Cernin y la Población de San Nicolás al oeste). Junto a la muralla del Burgo de San Cernin, se construyeron algunas casas, pero dejando entre ellas y la muralla un estrecho paso, la belena de Portalapea. 

## Historia
Tras su fundación y hasta el siglo XV, el Burgo de San Cernin, uno de las tres núcleos de población que darían lugar a la ciudad de Pamplona, estaba rodeado de una muralla que dejaba el este un barranco que vertía sus aguas al río Arga. El Privilegio de la Unión por el que el rey Carlos III el Noble unificó en 1423 esos tres núcleos -la Navarrería, el Burgo de San Cernin y la Población de san Nilolás- se refiere a ese barranco (foso, escribe) al explicar el lugar dónde debería situarse la casa Consistorial.de la ciudad:

do se hayan a congregar por los aferes, é negocios de nuestra dicha muy nble ciudat, er ayan aá facer lo mas ante que pudiern la dicha casa de jureria, en el fosado que es ante la torr llamada la Galea enta la parte de la Navarrería, dejando entre la dicha torre, el la dicha cas, camino suficiente para pasar según está el dia d hoy.
Privilegio de la Unión, cap. III, reproducido en Diccionario de Antigüedades.

Efectivamente, en el lugar indicado se construyó la Casa Consistorial, y sobre el camino que cita el privilegio se fue formando una calle, conocida más tarde como de Santo Domingo, pues en ella, al norte del edificio del Ayuntamiento y algo separado de él, se construyó un Convento de Dominicos. Por la documentación de un proceso judicial de 1651 se sabe que todavía en esa fecha se mantenían los principales elementos de la murallas del Burgo de San Cernín, en esos documentos se lee:

Y cerca de la misma Casa de la Ciudad, a donde están arrimados los escritorios del alcalde de la Ciudad, está un pedazo de torre que antiguamente llamaban Torre de la Galea. Y al Portal de la Puerta Lapea le llamaban el Portal de la Galea por estar cerca de ella"
Juan José Martinena Ruiz, Reseña de la evolución urbana de Pamplona,

Con diversos nombres, además de los dos que utiliza este documento, fue conocido ese portal: del Burgo, del Chapitel, de la Fruteria. De entre ellos hizo especial fortuna, hasta convertirse en el topónimo de la zona, el de  Portalapea, es decir "debajo del portal", pues "-pea" es un sufijo vasco con el significado de "debajo de". Este nombre recuerda que en esa zona el terreno que se situaba fuera de la muralla estaba debajo de ella, formando parte el barranco en el que se situó la calle Santo Domingo. Unificada Pamplona, la tierra de nadie, situada entre los tres núcleos originales, pudo acoger nuevos edificios, se situaron algunos de carácter público, como la casa Consistorial, pero también viviendas, algunas de ellas se situaron debajo de la muralla, pero dejando entre ellas y la muralla unun estrecho paso, la belena de Portalapea.

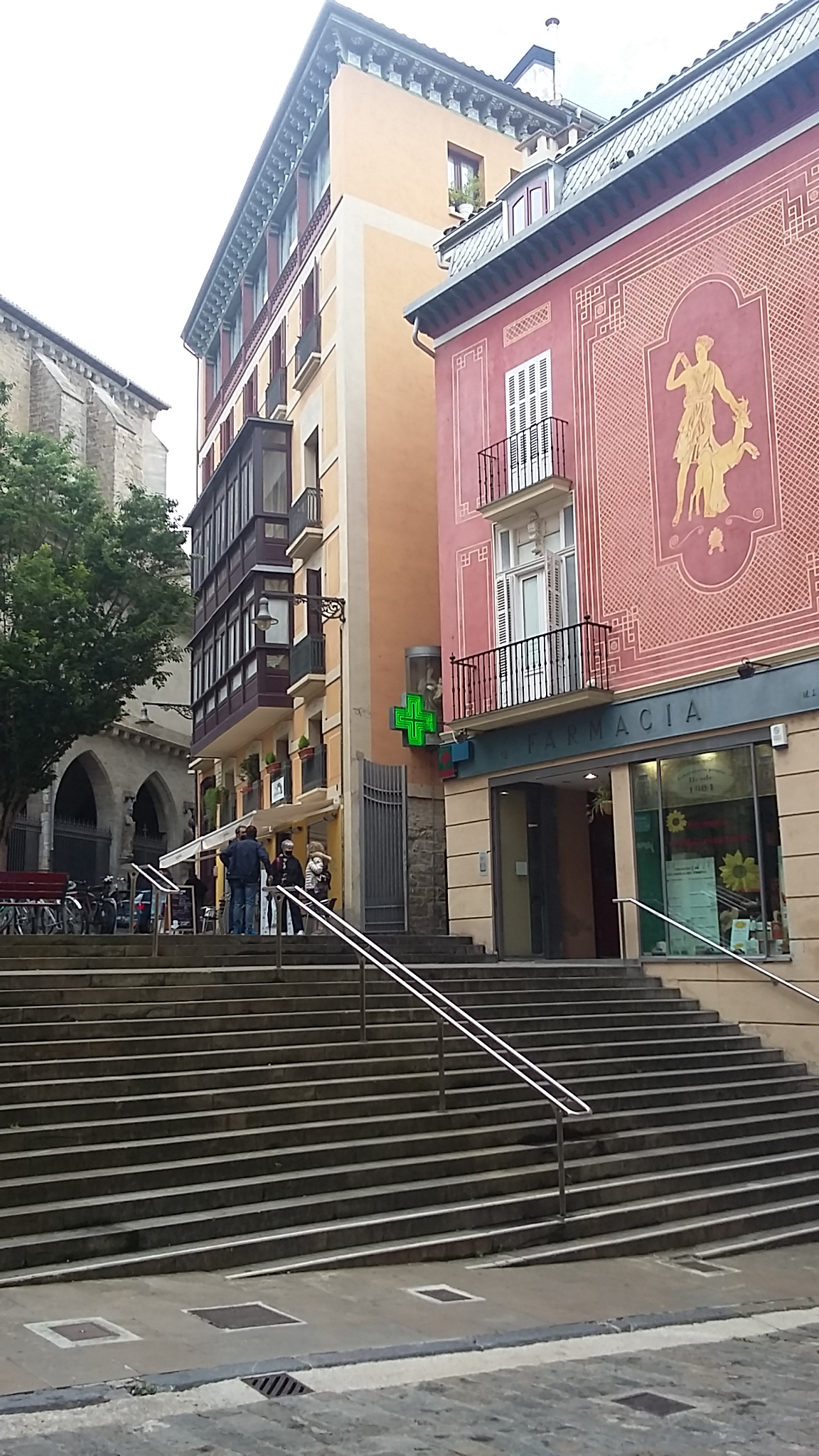
Escalerilla de San Cernin, arriba a la derecha entrada a la Belena de Portalapea

En 1816 se demolió el portal de Portalapea que, tal como refleja un plano de 1763, conservado en el Archivo General de Navarra, se embocaba con la calle Mayor, cerca de la confluencia de la calle Pellejarías (actual Jarauta) y Tecenderia (hoy Ansoleaga). En una hornacina situada en su muros se encontraba una talla de la Virgen con el Niño, llamada de los Presos, una escultura con rasgos del arte flamenco, y se desplazo a la fachada de la casa  nº 14 de la calle San Saturnino; tras la restauración que se realizó en 2010, de los restos de la muralla existentes, la imagen de la Virgen se colocó sobre una ménsula al inicio de la belena. 
Aunque ya antes se habían edificado algunas casas junto a la muralla, tras el derribo del portal el lugar donde se situaba fue ocupado por nuevas construcciones, mientras que el acceso a Burgo se organizó por la calle de Bolserías, ensanchada en 1890, cuando se construyó la casa de Francisco Seminario; pasando a recibir el nombre de San Saturino. Precisamente en la prolonngación de esta calle se sitúa la entrada a la belena de Portalapea. 
En 1940 en el lugar en que se situaba el Portal solo había un pequeño espacio libre en el que se dispusieron unas escaleras .-las llamadas escalerillas de Santo Domingo o de San Cernin-, en ese año el Ayuntamiento adquirió una par de casas que permitieron ensanchar esas escaleras.

## La belena de Portalea hoy
En los primeros años del siglo XXI, por encargo del Ayuntamiento, se realizó un estudio arqueológico de la zona, excavando el suelo de la belena; como resultado de estos trabajos quedaron al descubiertos varios arcos ojivales en la base de la antigua muralla, situados debajo del nivel de la belena; se descubrieron también varios bolardos de piedra que debrieron ser utilizados para su lanzamiento con catapultas desde la Navarrería, en la Guerra de los Burgos de 1276. Toda la belena ha quedado restaurada, disponiendo en el nivel primitivo una pasaralela en la lado derecho, de modo que a la izquierda el suelo se sitúa en un nivel inferior, ha quedado al descubierto los restos de piedra, tanto de la muralla como de la torre de Johan Caritat, que se apoyaba en la muralla. 

En la entrada de la belena, en el lado izquierdo se ha dispuesto una ménsula y sobre ella, protegida por un fanal de plástico, la Virgen de los Presos. Una sencilla cancela de perfiles metálicos, permite cerrar el paso a la belena durante la noche. Debajo de la imagen de la Virgen, un cartel explica la historia del lugar.

Vistas de la Belena de Portalapea
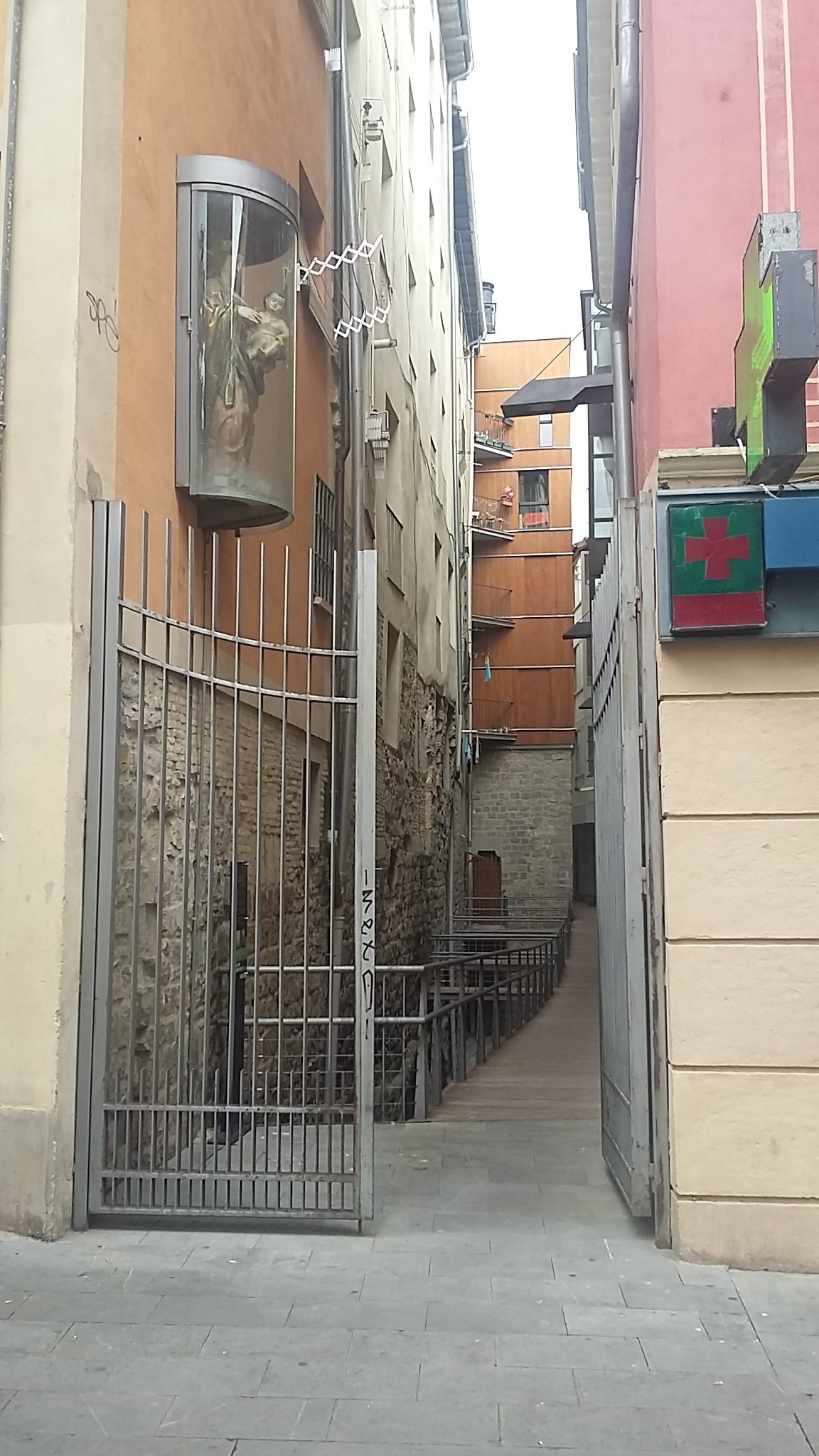
Entrada a la belena
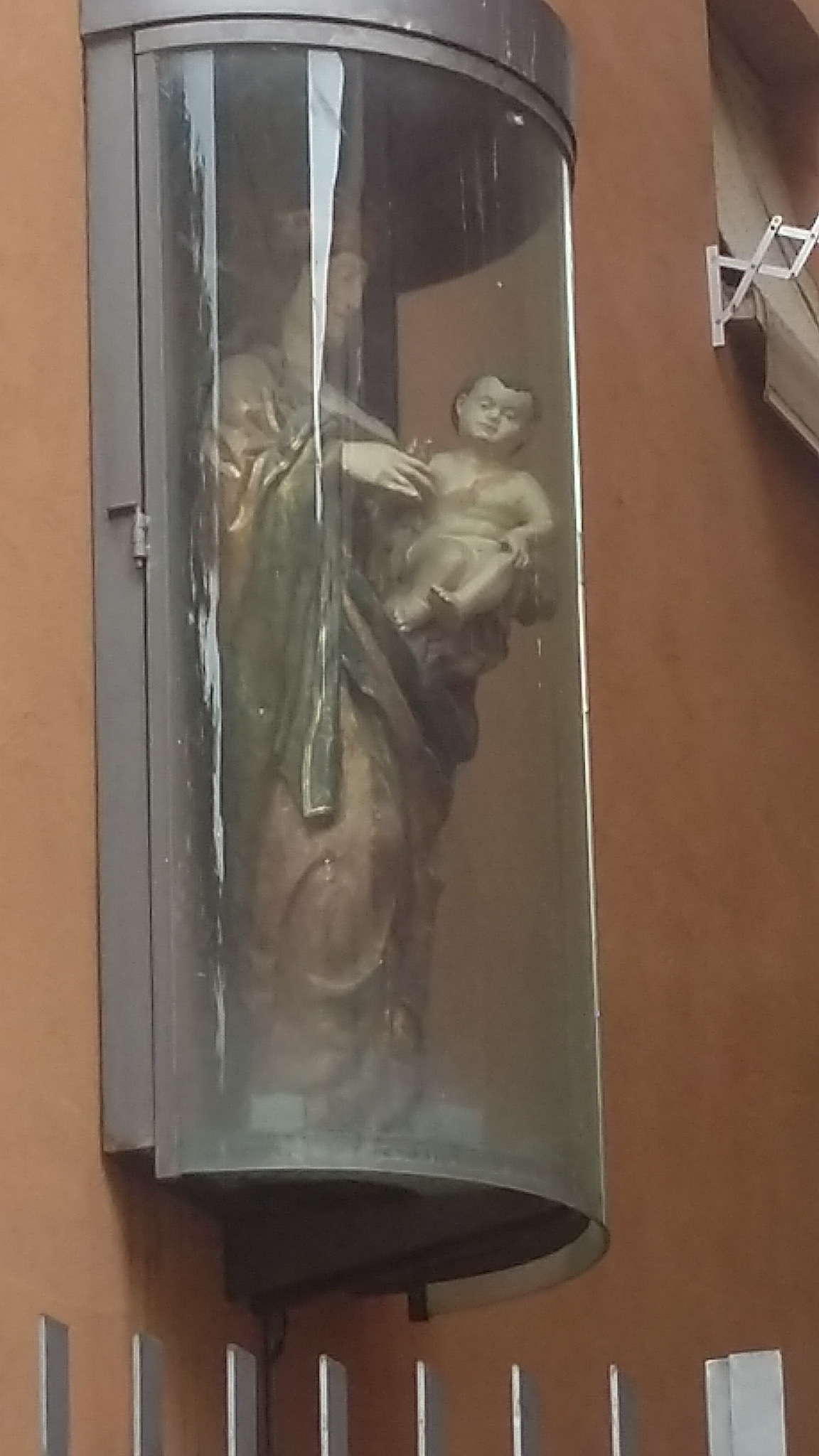
La Virgen de los Presos
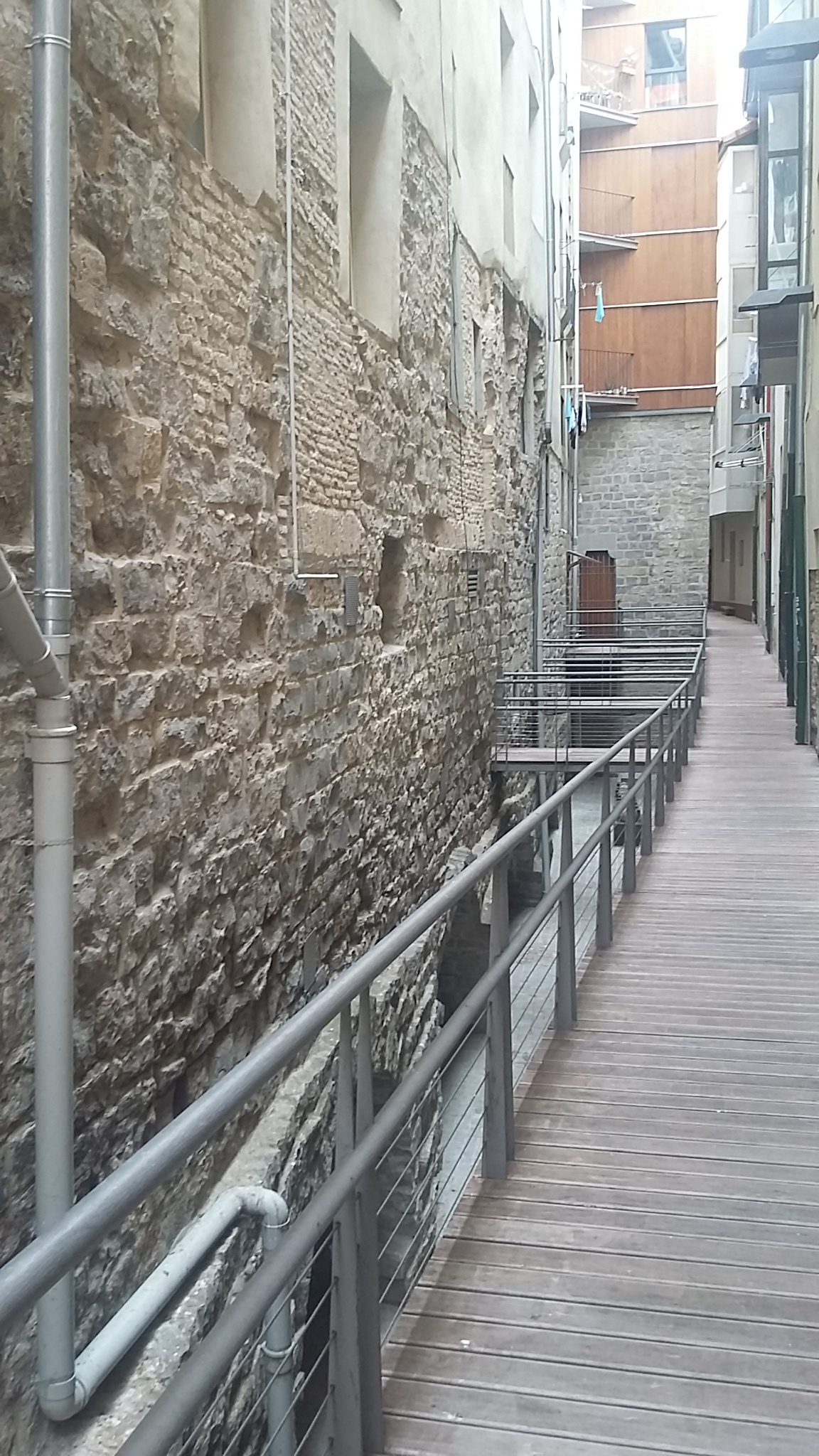
La pasarela al nivel de la calle
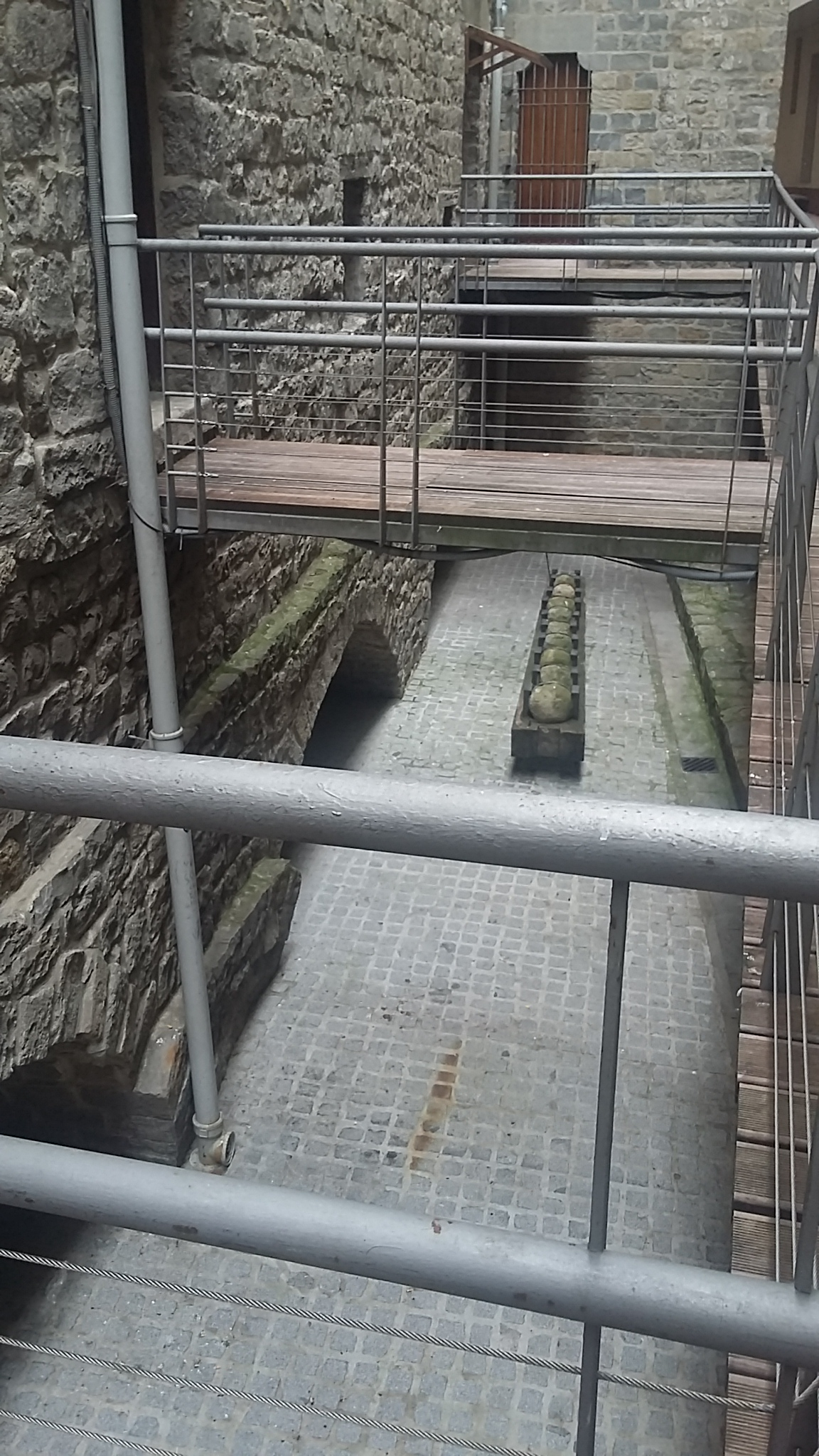
Nivel inferior, a la izquierda la antigua muralla
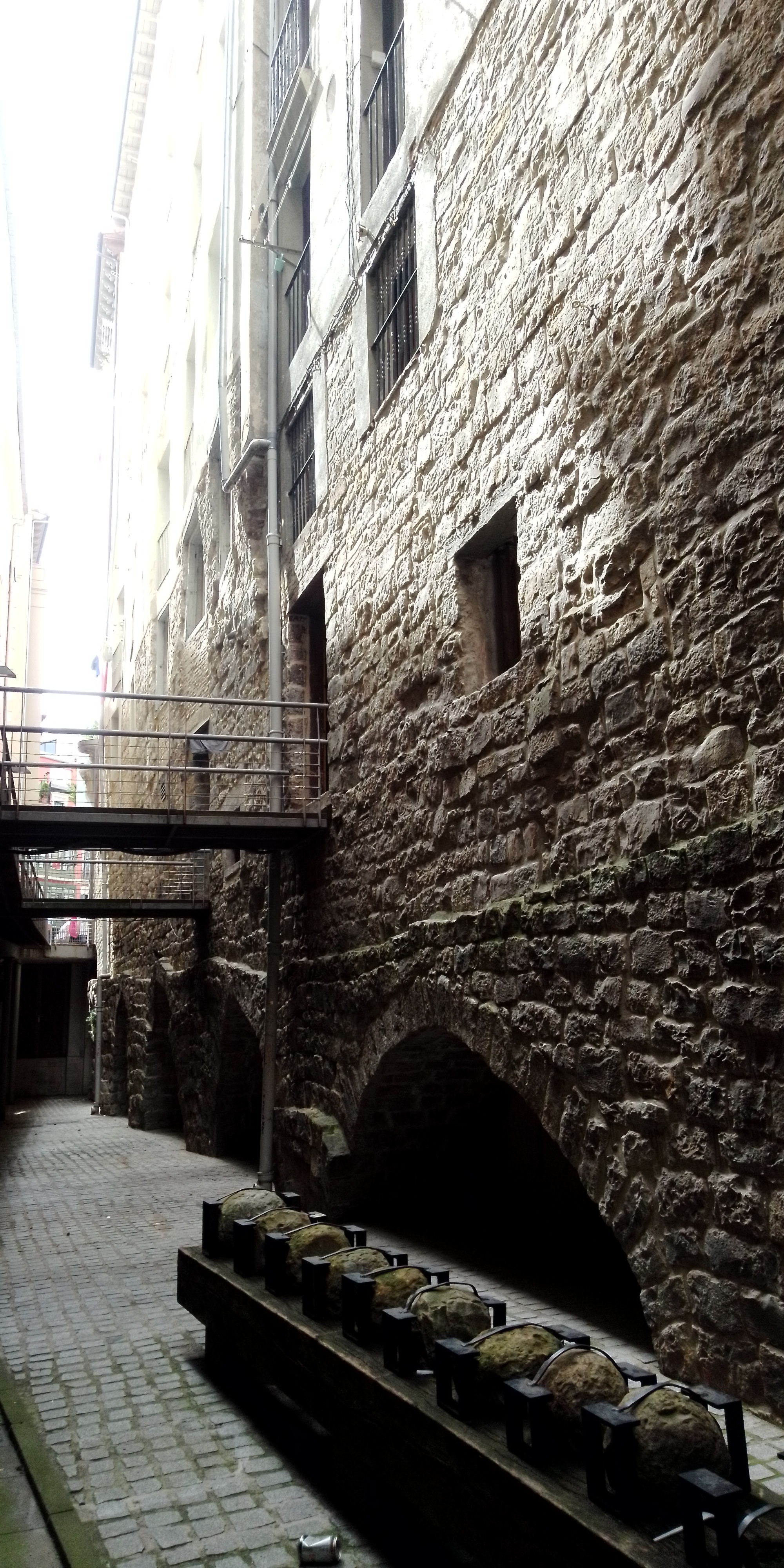
Nivel inferior
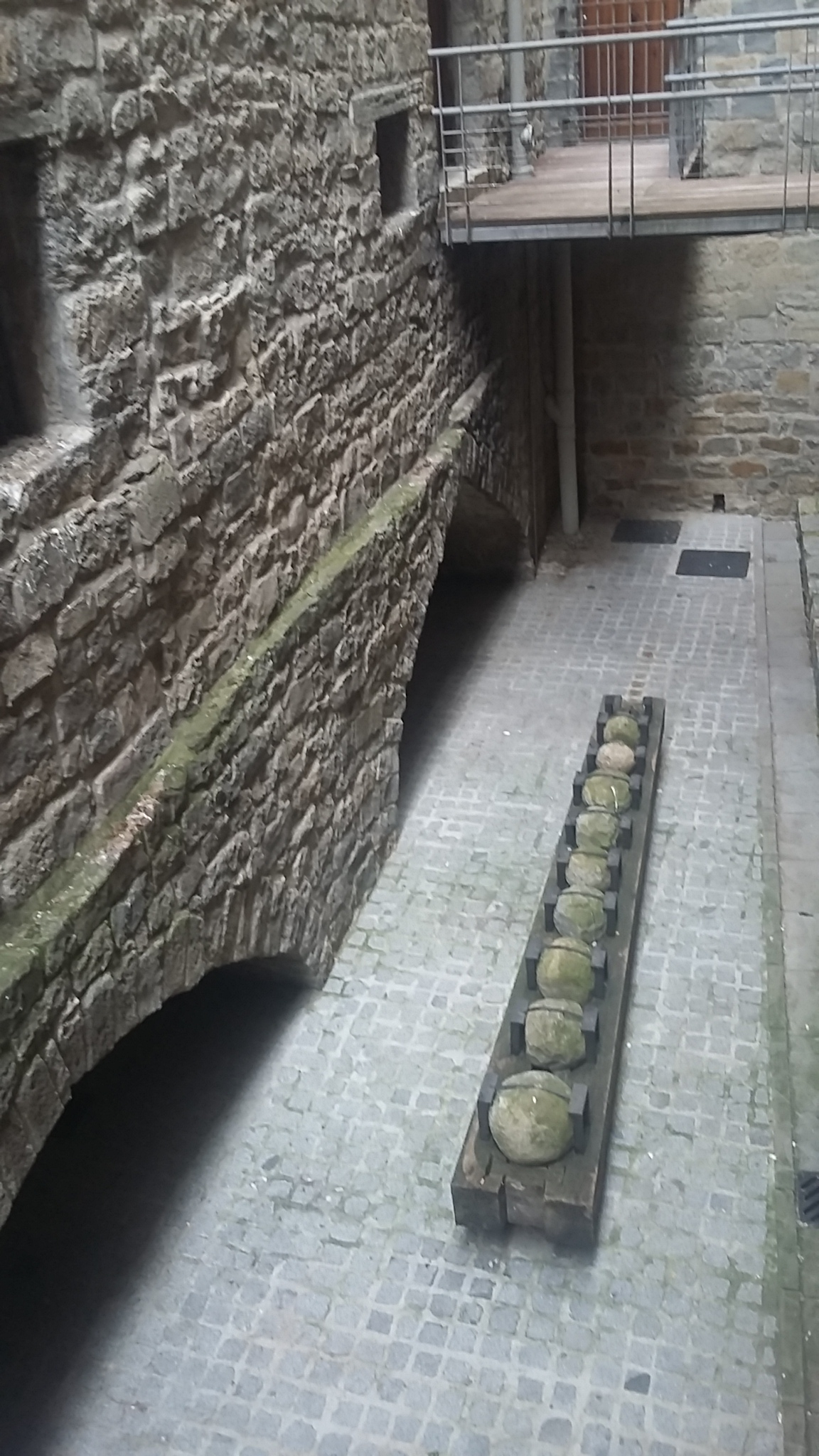
Bolardos utilizados en la Guerra de los Burgos
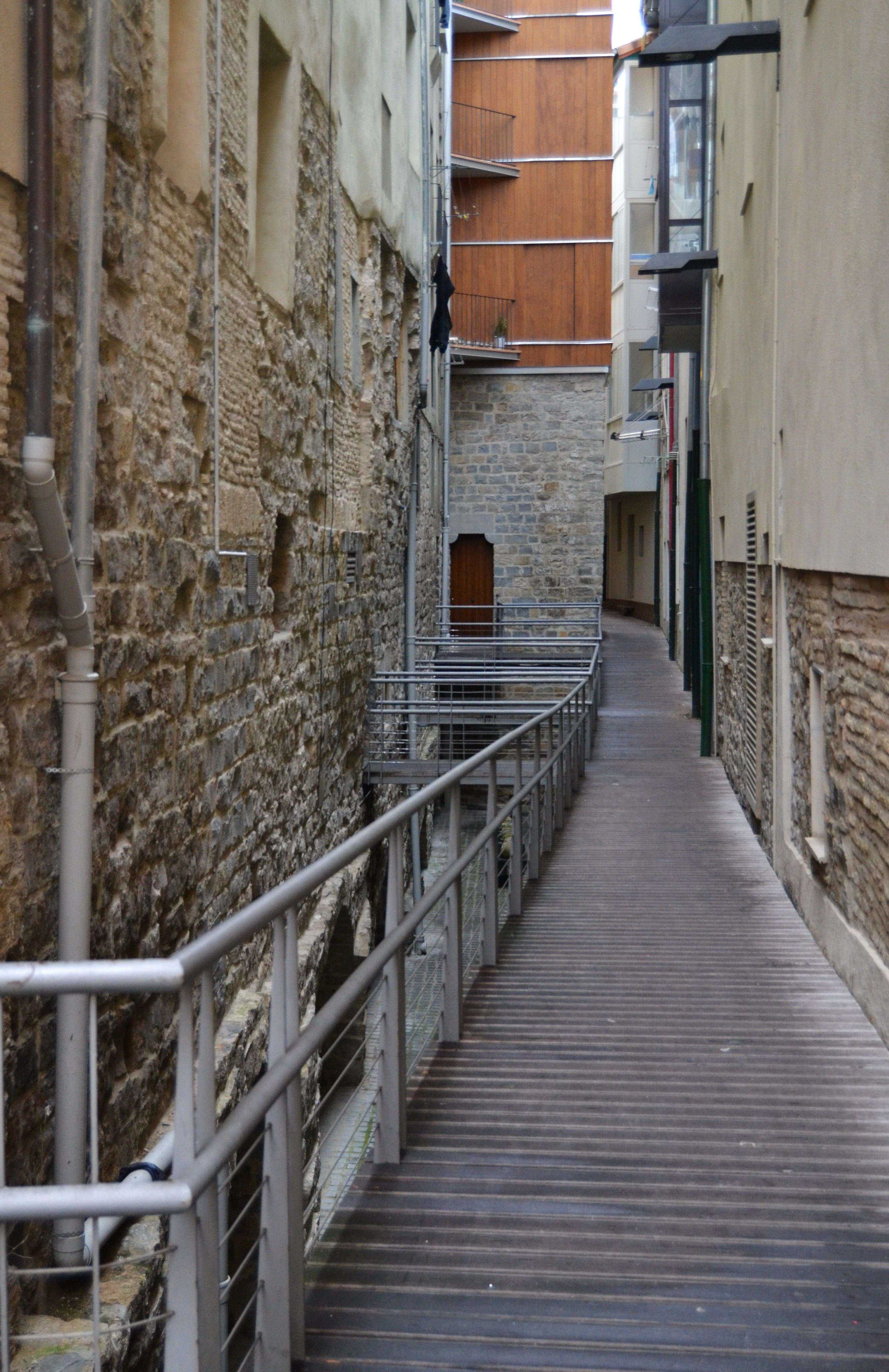
El nivel inferior queda interrumpido por la torre de Joan Caritat
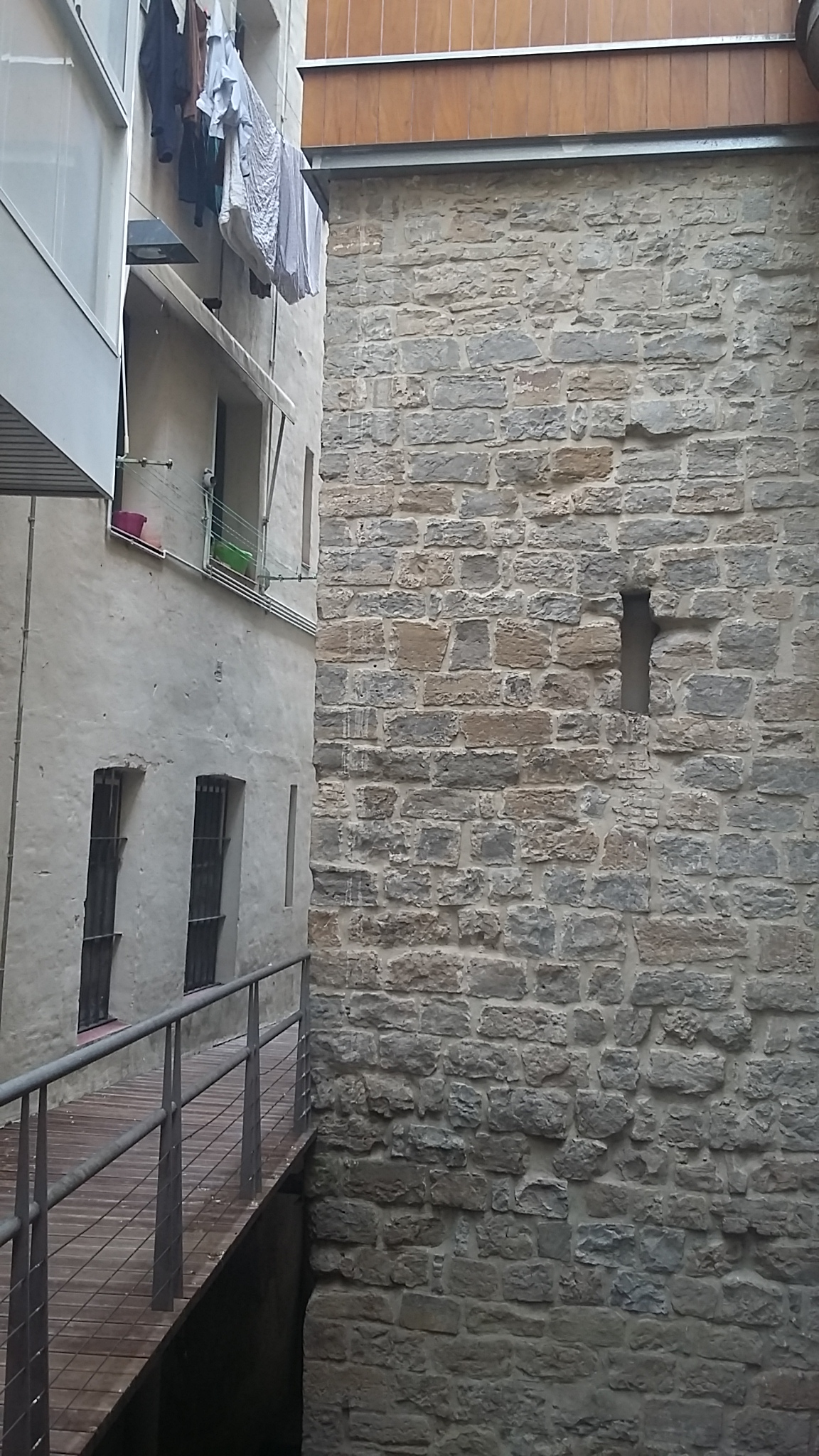
La torre vista desde el fondo de la belena